# Loren Legarda
Loren Regina Bautista Legarda, née le 28 janvier 1960, est une journaliste, écologiste et personnalité politique philippine.

## Biographie

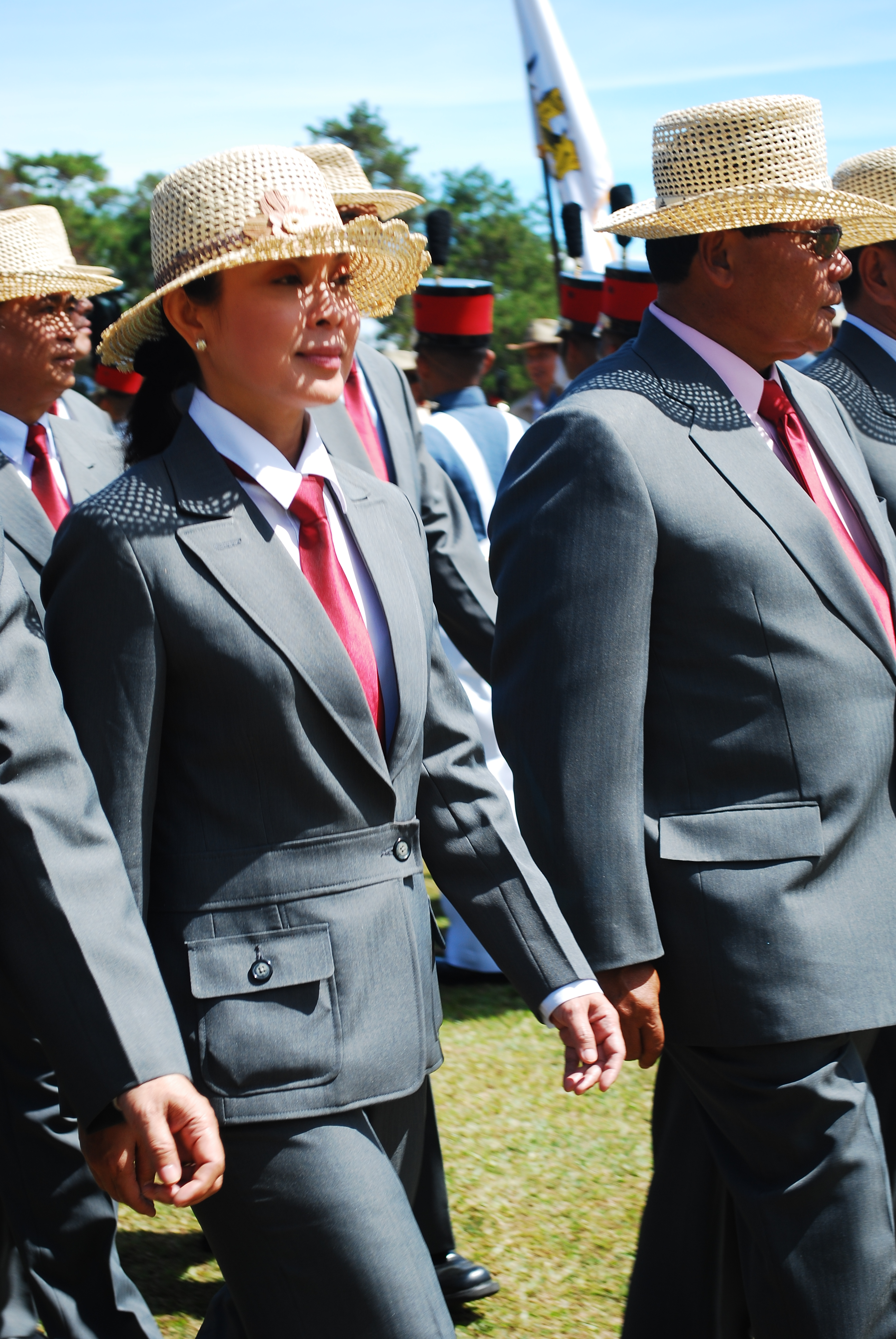
La sénatrice Loren Legarda en 2007.

Loren Legarda est la petite fille de Jose P. Bautista, éditeur du Manila Times, le plus ancien quotidien en langue anglaise des Philippines. Adolescente, elle travaille comme mannequin.
Titulaire de plusieurs diplômes, elle entame une carrière dans le journalisme. Elle présente notamment le journal télévisé sur ABS-CBN ; elle est très populaire et remporte de nombreuses distinctions pour son travail. Elle est reconnue pour ses prises de position écologistes. En 2001, son nom apparaît au Palmarès mondial des 500, prix remis par le Programme des Nations unies pour l'environnement aux personnes et organisations en récompense de leurs accomplissements dans le domaine environnemental.
En 1998, elle se présente aux élections sénatoriales, qu'elle remporte en terminant au premier rang. Aux élections générales de 2004, elle vise le poste de vice-présidente de la République (en ticket avec Fernando Poe Jr., candidat à la présidence) mais elle est devancée de peu par Noli de Castro (en). Elle est réélue sénatrice en 2007, en terminant une nouvelle fois en tête au nombre de voix.
En 2010, elle se présente de nouveau pour être vice-présidente, en tandem avec Manny Villar (en), sous la bannière du parti nationaliste Nationalist People's Coalition, mais ils terminent chacun au 3e rang.
Elle lance en 2015 avec l'article Marion Cotillard « l'appel de Manille », un texte préparé par la France et les Philippines appelant à un accord contre le réchauffement climatique.